# WYPR
Koordinaten: 39° 19′ 53″ N, 76° 39′ 28″ W
WYPR oder WYPR-FM (Branding: „Your NPR News Station“) ist ein US-amerikanischer öffentlich-rechtlicher, nichtkommerzieller Hörfunksender aus Baltimore im US-Bundesstaat Maryland. Die Station sendet für Baltimore und die Maryland Metropolitan Area. Der Radiosender ist an das Mediennetzwerk des National Public Radio (NPR) angeschlossen und sendet auf der UKW-Frequenz 88,1 MHz. Die Station erhebt den Anspruch ein intellektuell und kulturell qualitatives Programm zu produzieren und damit die lokalen Gemeinschaften zu stärken. Eigentümer und Betreiber ist die Your Public Radio Corp.

## Programm
WYPR ist die Flaggschiff Station von NPR in Baltimore. Neben Inhalten von NPR, werden auch Programme von American Public Media (der Verbreitungsdienst des Minnesota Public Radio), Public Radio International und des BBC World Service (auf HD2) übernommen. WYPR überträgt einen eigenen 24-Stunden Klassik-Kanal auf seinem HD3-Subkanal. 

## Verbreitung
Neben dem Hauptsender wird das Programm von zwei weiteren Stationen ausgestrahlt:
- WYPR auf 88,1 MHz mit 15,5 kW ERP aus Baltimore
- WYPF auf 88,1 MHz aus Frederick, Maryland
- WYPO auf 106,9 MHz aus Ocean City, Maryland

## Geschichte
Die Station wurde 1979 als WJHU mit einem 10 Watt-Sender lizenziert. Es handelte sich um ein Studentenradio der Johns Hopkins University. Das Rufzeichen wurde von einer seit 1945 aktiven Mittelwellenstation übernommen. Zunächst wurde ein für Collegradios typisches Freeform Format ausgestrahlt. 1985 wurde die Sendeleistung auf 25 kW erhöht, was fortan eine Versorgung des gesamten Baltimore-Washington-Korridors ermöglichte. Nachdem die Universität ihr Radio zu einer professionellen Zwei-Stunden-Station ausgebaut hat, wurde WJHU der Partner von NPR für Baltimore.
2002 übernahm eine Gruppe von Bürgern „Your Public Radio Corp“ den Sender und änderte das Rufzeichen in WYPR.